# Poiana Lacului
Poiana Lacului è un comune della Romania di 6 819 abitanti, ubicato nel distretto di Argeș, nella regione storica della Muntenia.